# Hans Diehl (Schauspieler)
Hans Diehl (* 1940 in Offenbach am Main; † 4. November 2024 in Berlin) war ein deutscher Film- und Theaterschauspieler.

## Leben
Diehl wurde von 1962 bis 1965 an der Hochschule für Musik und Darstellende Kunst in Frankfurt am Main ausgebildet. Ab den frühen 1970er Jahren spielte er Theater. Er arbeitete häufig mit namhaften Regisseuren wie Michael Gruner und Luc Bondy zusammen. Diehl gehörte von 1970 bis 1980 zur Stammbesetzung der Schaubühne am Halleschen Ufer in Berlin. 2002 und 2003 nahm er als Darsteller an den Nibelungenfestspielen teil.
Diehl war der Vater des Theater- und Filmschauspielers August Diehl und des Komponisten und Schauspielers Jakob Diehl.
Am  4. November 2024 starb Hans Diehl im Alter von 83 Jahren in Berlin.

## Theater
- 1970: Die Mutter (Brecht) (Schaubühne am Halleschen Ufer, Regie: Wolfgang Schwiedrzik, Frank-Patrick Steckel, Peter Stein)
- 1985: Peer Gynt (Regie: Michael Gruner)
- 2008: Ein Mond für die Beladenen (Regie: Frank Hoffmann)
- 2015: Datterich (Fliegende Volksbühne Frankfurt, Regie: Michael Quast)
- 2016: Bad Hersfelder Festspiele – Hexenjagd (Inszenierung: Dieter Wedel)[6]

## Filmografie (Auswahl)
- 1981: Das Boot ist voll
- 1984/1985: Der Tod des weißen Pferdes
- 1990: Der Rausschmeißer
- 1990: Mit den Clowns kamen die Tränen
- 1991: Transit
- 1992: Die Antigone des Sophokles nach der Hölderlinschen Übertragung für die Bühne bearbeitet von Brecht
- 1996: Der Schattenmann
- 1996: Atemlos durch die Nacht
- 1996: Tatort – Tod im Jaguar
- 1997: Das Schloß
- 1998: Der König von St. Pauli
- 1999: Im Namen des Gesetzes – Das Orakel[7]
- 2002: Planet B: Detective Lovelorn
- 2002: Das Jesus Video
- 2003: Tatort – Dschungelbrüder
- 2003: Donna Leon – Venezianisches Finale
- 2005: Antikörper
- 2007: Tatort – Dornröschens Rache
- 2008: Tatort – Müll
- 2008: Das Fremde in mir
- 2013: Notruf Hafenkante – Spätzünder
- 2015: Ein starkes Team – Tödliches Vermächtnis
- 2016: Das Märchen vom Schlaraffenland (ARD-Märchen)
- 2020: Dark

## Hörspiele (Auswahl)
- 2002: Dirk Schmidt: Ins Herz der Nacht – Regie: Thomas Leutzbach (Science-Fiction-Kriminalhörspiel – WDR)
- 2002: Umberto Eco: Baudolino – Regie: Leonhard Koppelmann
- 2008: A. L. Kennedy: Paradies – Bearbeitung und Regie: Irene Schuck (Hörspiel – MDR/NDR)
- 2010: Hugo Rendler: It’s your turn – Regie: Marti Zylka (Kriminalhörspiel – WDR)